# Еванджеліста Торрічеллі
Еванджеліста Торрічеллі (італ. Evangelista Torricelli; 15 жовтня 1608 — 25 жовтня 1647) — італійський фізик і математик.

## Біографія
Народився 15 жовтня 1608 року у Фаенці.
1627 року приїхав до Риму, де вивчав математику під керівництвом Бенедетто Кастеллі, друга і учня Галілео Галілея. Під враженням праць Галілея про рух написав власний твір на ту ж тему під назвою «Трактат про рух» (Trattato del moto, 1640).
1641 року переїхав до Арчетрі, де став учнем і секретарем Галілея, а пізніше його наступником на кафедрі математики і філософії Флорентійського університету.
З 1642 року, після смерті Галілея, придворний математик великого герцога Тосканського і одночасно професор математики Флорентійського університету. Найбільш відомі праці Торрічеллі в галузі пневматики і механіки.

## Внесок у науку
1644 року розвинув теорію атмосферного тиску, довів можливість отримання так званої «торічелієвої порожнечі» і винайшов ртутний барометр. У основній праці з механіки «Про рух вільно падаючих і кинутих важких тіл» (1641) розвивав ідеї Галілея про рух, сформулював принцип руху центрів тяжіння, заклав основи гідравліки, вивів формулу для швидкості витікання ідеальної рідини з посудини.
Торрічеллі належать також роботи з математики (зокрема, розвинув метод неподільних) і балістики, удосконалення оптичних приладів, шліфуванню лінз. У математиці удосконалив і широко застосував метод неподільних при розв'язанні задач на дотичні. Використовував кінематичні уявлення, зокрема принцип додавання рухів. Узагальнив правило квадратури параболи на випадок довільного раціонального показника. Самостійно, хоч і дещо пізніше від Ж. Роберваля, визначив квадратуру циклоїди. Услід за Рене Декартом знайшов довжину дуги логарифмічної спіралі.
Окрім виготовлення зорових труб і телескопів, займався конструюванням простих мікроскопів, що складаються всього з однієї крихітної лінзи, яку він отримував з краплі скла (розплавляючи над полум'ям свічки скляну паличку). Саме такі мікроскопи набули потім широкого поширення.
Помер Торрічеллі у Флоренції 25 жовтня 1647 року ймовірно від черевного тифу. Похований у базиліці Сан-Лоренцо.

## Дослід Торрічеллі

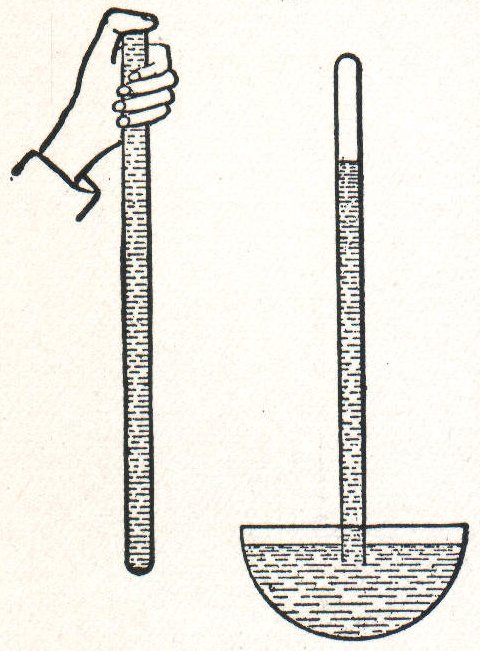
Дослід Торрічеллі

Запаяну з одного кінця скляну трубку завдовжки 1 м науковець вщерть заповнив ртуттю і незапаяним кінцем занурив у посудину з цією самою речовиною. Ртуть почала виливатися із трубки в посудину, але не вся, зупинилася на позначці 760 мм від поверхні ртуті в посудині. Торрічеллі повторив дослід, розташувавши трубку не вертикально, а похило. І знову відстань від поверхні ртуті у посудині до її краю у трубці становила 760 мм. Одержаний результат він пояснив тим, що стовпчик ртуті у трубці і повітря над відкритою поверхнею ртуті тиснуть на неї однаково. Цей тиск дістав назву нормального атмосферного тиску. А пустий простір який виникав поблизу запаяної частини трубки названий торрічелева пустота.

## Вшанування пам'яті
На честь Торрічеллі названа одиниця тиску — торр, а також астероїд 7437 Торрічеллі і місячний кратер Торрічелі.